# Steph Houghton
Steph Houghton és una defensa de futbol (també ha jugat com a davantera i centrecampista) amb 70 internacionalitats per Anglaterra des de 2007. Entre 2011 i 2015 ha jugat 2 Mundials i una Eurocopa, incloent un bronze mundial (2015). També ha jugat els Jocs Olímpics de Londres amb Gran Bretanya.
El 2007 va ser nomenada millor jugadora jove d'Anglaterra, i en 2016 va ser ordenada membre de l'Ordre de l'Imperi Britànic. Al 2014 va ser la primera jugadora de futbol femení en aparèixer a la portada de la revista Shoot.

## Trajectòria
| Temporades    | Lliga             | Club              | P  | G  | Actualitzat |
| ------------- | ----------------- | ----------------- | -- | -- | ----------- |
| 02/03 - 06/07 | D1/D2             | Sunderland AFC    |    |    |             |
| 07/08 - 09/10 | D1                | Leeds United      |    |    |             |
| 2011 - 2013   | D1                | Arsenal FC        | 40 | 06 |             |
| 2014 - act.   | D1                | Manchester City   | 40 | 05 | 19/11/2016  |
|               |                   |                   |    |    |             |
| 2008          | Selecció sub-19   | Selecció sub-19   | 04 | 0  |             |
| 2007 - act.   | Selecció absoluta | Selecció absoluta | 77 | 09 | 19/11/2016  |
| 2012          | Selecció absoluta | Selecció absoluta | 05 | 03 |             |

## Palmarès
| Títols — Seleccions nacionals            |
|                                          |
| Títols — Clubs                           |
| 2 Lligues                                |
| 2 Copes                                  |
| 5 Copes de la Lliga                      |
| Reconeixements — Premis                  |
|                                          |
| Reconeixements — Seleccions de jugadores |
|                                          |